# Тихоняты
Тихоняты — деревня в Бережанской волости Островского района Псковской области.
Расположена в 7 км к юго-западу от центра города Остров.
Численность населения деревни по состоянию на 2000 год составляла 18 жителей.